# Fred Dagg
Fred Dagg ist ein fiktionaler neuseeländischer Farmer, der von dem Satiriker und Autor John Clarke (1948–2017) erschaffen und gespielt wurde.
Während der Mitte bis Ende der 1970er Jahre führte Clarke im neuseeländischen Fernsehen oft Sketche auf, die sich über den „Bloke“ lustig machten. „Bloke“ ist ein Begriff für den typischen neuseeländischen Kerl, der Rugby als eine Art Religion ansieht, niemals ein rosa Hemd trüge und alles mit dem „Draht Nr. 8“ reparieren kann.

## Erfindung
Clarke wuchs auf dem Land auf und hatte früh die Idee, einen typischen neuseeländischen Bauern zu imitieren. Während seiner Kindheit merkte er, dass Witze oft viel mit Tonalausdrücken zu tun hatten und dass typische neuseeländische Witze oft mit ländlichen Dingen zu tun hatten, z. B. Gummistiefeln oder Schafen. Clarke hatte die Figur an der Universität weiter entwickelt. 1971 stand er zum ersten Mal auf der Bühne und stellte sein Alter Ego Fred Dagg vor. Im Jahr 1973 fing er an, kurze Sketche zu filmen. Der erste handelte von der Steuererklärung und endete damit, dass Dagg durch das Fenster sprang, um vor der Polizei zu fliehen.
Clarke veröffentlicht auch Kassetten mit Fred Dagg. Seine ersten Lieder – „Traditional Air“/„Unlabelled“, und „We Don't Know How Lucky We Are“/„Larry Loves Barry“ – machten Fred Dagg in Neuseeland allgemein bekannt. Sein Album „Fred Dagg's Greatest Hits“ (1975) wurde ein Erfolg und wurde eines der beliebtesten neuseeländischen Alben. Ein späteres Lied, „Gumboots“, das von dem Lied von Billy Conolly – „If It Wasna For Your Wellies“ – adaptiert wurde, war ebenfalls erfolgreich und erreichte den 6. Platz in den neuseeländischen Charts.
Fred Dagg lebt in Taihape, einem kleinen, früher sehr isolierten Dorf auf der Nordinsel Neuseelands. Er verkörpert das typische Bild eines neuseeländischen Bauern, der von Tag zu Tag Gummistiefel und ein feingeripptes schulterfreies Unterhemd trägt und viele Bekannte (oder auch Söhne) hat, die „Trev“ heißen.

## Fernsehen
Fred Dagg erschien im neuseeländischen Fernsehen erst im Jahr 1973 mit einer kleinen Serie 2 bis 4 Minuten dauernder satirischer Sketche, während denen Dagg über verschiedene aktuelle Themen wie z. B. neuseeländische Politik, Kultur und Wirtschaft sowie Atomkraft interviewt wurde (zur gleichen Zeit gab es eine öffentliche Entrüstung in Neuseeland über den französischen Atombombenversuch auf dem Mururoa-Atoll, das sich in der Nähe von Neuseeland befindet).
1975 gab es in Neuseeland eine Wahl, und Dagg benutzte diese Gelegenheit, um eine fiktive Partei zu gründen, die „The Dagg Party“ (die Daggpartei). Er verballhornte das Motto anderer Parteien „Es ist Zeit für Veränderung“ und machte daraus, „Es ist Zeit für ein Bier“.
Diese ersten Sketche wurden für eine Fernsehserie aufgeführt und man improvisierte zu vielen aktuellen Themen in Neuseeland. Über Daggs Leben auf seinem Bauernhof wurde als Witz eine Folge der neuseeländischen Landwirtschaftsserie Country Calendar gemacht, in der Daggs sechs Söhne (die alle Trev heißen) vorgestellt werden. Zu dieser Zeit gab es in Neuseeland nur einen Fernsehkanal, auf dem Country Calender als eine der beliebtesten Serien galt.
Heute ist Daggs Wirkung noch immer in Neuseeland wahrnehmbar. Seine Possen und Lieder werden immer noch benutzt, um das „Kiwiana“ (das „typisch Neuseeländische“) zu betonen. 2000 gab es eine Werbung für „Bugger“, die verschiedene „typische Neuseeländer“ zeigte, die alle wie Dagg einen Unfall hatten.

## Tonbandaufnahme
Der Humor Fred Daggs stammt aus seiner satirischen Schilderung des „typischen neuseeländischen Kerls“. Mit Stumpfheit, Wortkargheit und einer ganz unbewegten Miene stellt Dagg seine Ansichten über alles von Oper bis Sonnenenergie vor. Seiner Offenheit und Ehrlichkeit machen seiner großen Ignoranz und Naivität von weltlichen Angelegenheiten deutlich.
Daggs Verwendung der „kiwi“, der neuseeländischen Umgangssprache spielt die Hauptrolle seiner Aufnahmen. John Clarke charakterisiert den Humor seiner Kindheit als „Witze ohne eigentliche Witze“. Dies hieß nicht, dass es wirklich keine Witze gab, sondern dass die Witze von Kontext, Wortspiele, Sarkasmus und Ironie abhingen. Die Eigenschaften seiner Sprache sind seine Eintönigkeit, sein unkompliziert aber auch sehr schnell ausgesprochener Wortschatz und seine Fähigkeit, zwischen tiefsten Einsichten und totalem Unsinn mühelose Übergänge zu finden.
Auf diese Weise stellt Dagg im Sketch 'The Meaning of Life', als „Professor an der Universität Taihapes“, während eines Radiointerviews die Haupttheorien des Existentialismus in sieben Minuten fünfundvierzig Sekunden vor. Das Talent Fred Daggs zeigt sich auch in der Musik. In Neuseeland wurde sein Lied „We don’t know how lucky we are“ zum Kult. In diesem Lied, im typisch nüchternen Stil, schwärmt Dagg davon, warum Neuseeland das beste Land in der Welt sei, in dem man wohnen könnte. In zwei Minuten schafft er es, alles von Politik in Europa bis zur Regierung der Neuseeland in den 70er Jahren zu schildern. Dieses Lied ist so beliebt in Neuseeland, dass es manchmal als die 'echte Nationalhymne Neuseelands' angesehen wird.
Im Jahr 1979 zog Clarke nach Australien um, und so verließ auch Fred Dagg Neuseeland.